# Bryophryne abramalagae
Bryophryne abramalagae es una especie de anfibio anuro de la familia Craugastoridae.

## Distribución geográfica
Esta especie es endémica de la provincia de La Convención en la región de Cuzco en Perú. Se encuentra a 4000 m sobre el nivel del mar.

## Descripción
Los machos miden de 16 a 19 mm y las hembras miden 20 mm.

## Etimología
El nombre de la especie le fue dado en referencia al lugar de su descubrimiento, el Abra Málaga.

## Publicación original
- Lehr & Catenazzi, 2010: Two new species of Bryophryne (Anura: Strabomantidae) from high elevations in southern Peru (region of Cusco). Herpetologica, vol. 66, n.º 3, p. 308-319[3]